# Тврђава Кристијансверн
Тврђава Кристијансверн (ен, дан. Fort Christiansværn, Кристијанова одбрана) је изграђена 1749. и делимично преуређена 1771. Ова велика звездаста грађевина од жуте цигле стоји у центру луке Кристијанстед на острву Сент Кроа (Америчка Девичанска Острва). 
Тврђава је имала намену да штити колонију од напада пирата, урагана и побуна робова. Дански војници су били стационирани у тврђави до 1878, али топови ниједном нису били употребљени за борбу. После 1878, тврђава је служила као суд и затвор. Данас је музеј.